# Джеймс Фігг
Джеймс Фігг (англ. James Figg; 1684, Тейм, Оксфордшир, Англія — 7 грудня 1734, Лондон, Англія) — англійський боксер.

## Біографія
Джеймс був наймолодшим із сімох дітей Френсіса та Елізабет Фіггів. Бідній родині сільськогосподарського містечка доводилося непросто, і Джеймс вибрав для себе заняття кулачними боями.
Відповідно до однієї з версій, його помітив граф Петерборо, старий солдат та опікун спорту, під час виступів на ярмарку в Тейм. Той допоміг Джеймсу перебратися в Лондон на Оксфорд Роуд, що біля Тоттенхем Корт-роуд. Там він відкрив свою першу школу, де за плату навчав володіння малим мечем, тесаком, дубиною і бою на кулаках.
До 1719 року його репутація зросла настільки, що він був багатьма визнаний чемпіоном Англії. Його школа розташовувалася в будівлі, що називалась Adam and Eve Court, яку з того моменту стали згадувати як Figg's Amphitheatre (або Figg's Academy).
Фігг не лише навчав усіх охочих (здатних заплатити), а й влаштовував показові виступи, в яких часом сам брав участь.
Найвідоміший третій бій Фігга з Недом Саттоном з міста Грейвсенд. Згадується, що вони зустрічалися три рази. В одній з перших двох зустрічей Саттон переміг Фігга , коли той був хворим, інший раз перемогу здобув Фігг. Третій бій відбувся 6 червня 1727 року і Фігг переміг у трьох змаганнях — на палашах, у кулачному бою і в бою на кийках.
У жовтні 1730 року Фігг провів, імовірно, свій 271-й бій, здобувши перемогу над Голмсом, у бою на мечах.
Останній бій Фігга, про який є згадка, відбувся в грудні 1731 року, коли він зустрівся в поєдинку на палашах зі Спарксом. За свою кар'єру Фігг зазнав поразки лише один раз, у бою зі згадуваним Недом Саттоном.
Джеймс Фігг помер уранці 7 грудня 1734 року в Лондоні і був похований на кладовищі Сейнт Марілебон. Він залишив по собі дружину й декількох дітей.